# توم هاريسون
توم هاريسون (11 ديسمبر 1971 - ) (بالإنجليزية: Tom Harrison)‏ هو لاعب كريكت بريطاني.